# 呼图壁河组
呼图壁河组是位于中国新疆沙湾县、呼图壁县一带的上侏罗世至下白垩世地层，1975年由新疆石油局地质调查处107/75队命名。该地层以紫红、暗紫、浅褐色砂质泥岩、泥质粉砂岩为主，间夹灰绿色薄层砂岩、泥灰岩、灰岩等。